# سلاحف النينجا: ذا هايبرستون هيست
سلاحف النينجا: ذا هايبرستون هيست (بالإنجليزية: Teenage Mutant Ninja Turtles: The Hyperstone Heist)‏ ، هي لعبة فيديو إلكترونية من نوع أكشن، أنتجت شركة كونامي اليابانية سنة 1992م، وتعمل حصراً لنظام سيجا ميجا درايف.

## قصة اللعبة
يقوم شريدر زعيم الأشرار بسرقة ناطحات السحاب في منهاتن وبرج الحرية، ويتطلب من سلاحف النينجا الهجوم على عصابات شريدر والقضاء عليه حتى تسترد مدن ناطحات السحاب وبرج الحرية.